# Ковальов Леонід Іванович
Леоні́д Іва́нович Ковальо́в (нар. 5 червня 1900, село Брахлов Новозибківського повіту Гомельської губернії, тепер Брянської області, Російська Федерація — розстріляний 23 листопада 1937, Іваново) — радянський партійний діяч, журналіст, 2-й секретар Харківського та Івановського обкомів ВКП(б).

## Біографія
Народився в родині священника. Закінчив духовне училище в місті Стародубі Чернігівської губернії. У березні 1915 — листопаді 1917 р. — учень духовного училища, робітник сільспоживкооперації і волосного правління в селі Брахлові.
У листопаді 1917 — січні 1918 р. — голова сільської ради села Чорнооків Брахловської волості Гомельської губернії. У лютому — квітні 1918 р. — завідувач Чорнооківського волосного відділу народної освіти Новозибківського повіту. У квітні — листопаді 1918 р. — учень, інструктор споживспілки в місті Новозибкові.
Член РКП(б) з листопада 1918 року.
У листопаді 1918 — квітні 1919 р. — голова Чорнооківської волосної ради, у квітні — жовтні 1919 р. — голова Чорнооківського волосного революційного комітету і військовий комісар в селі Чорноокові. У жовтні 1919 — лютому 1920 р. — голова Щербиницького волосного революційного комітету і військовий комісар в містечку Щербиничі Гомельської губернії.
У березні — червні 1920 р. — завідувач Новозибківського повітового відділу народної освіти. У червні — вересні 1920 р. — заступник голови Новозибківського повітового революційного комітету. У вересні 1920 — лютому 1921 р. — заступник секретаря Новозибківського повітового комітету ВКП(б).
У лютому 1921 — березні 1924 р. — студент Комуністичного університету імені Свердлова у Москві, працівник агітаційно-пропагандистського відділу Краснопресненського районного комітету РКП(б) міста Москви.
У березні 1924 — лютому 1925 р. — голова споживспілки і губкоопради в містах Плавськ, Єпіфань і Тула Тульської губернії. У березні 1925 — травні 1926 р. — заступник завідувача організаційно-розподільчого відділу Тульського губернського комітету ВКП(б). У червні 1926 — вересні 1927 р. — завідувач агітаційно-пропагандистського відділу Тульського губернського комітету ВКП(б).
У жовтні 1927 — січні 1930 р. — завідувач партійного відділу, член редакційної колегії, секретар партійної організації редакції газети «Правда» в Москві. У січні — червні 1930 р. — відповідальний інструктор ЦК ВКП(б). У червні 1930 — лютому 1936 р. — редактор газети «Рабочая Москва».
У лютому — вересні 1936 р. — 2-й секретар Харківського обласного комітету КП(б)У.
У вересні 1936 — серпні 1937 р. — 2-й секретар Івановського обласного комітету ВКП(б).
Заарештований 27 серпня 1937 року в місті Іваново. Розстріляний 23 листопада 1937 року в Іваново.